# Judith Lindebaum

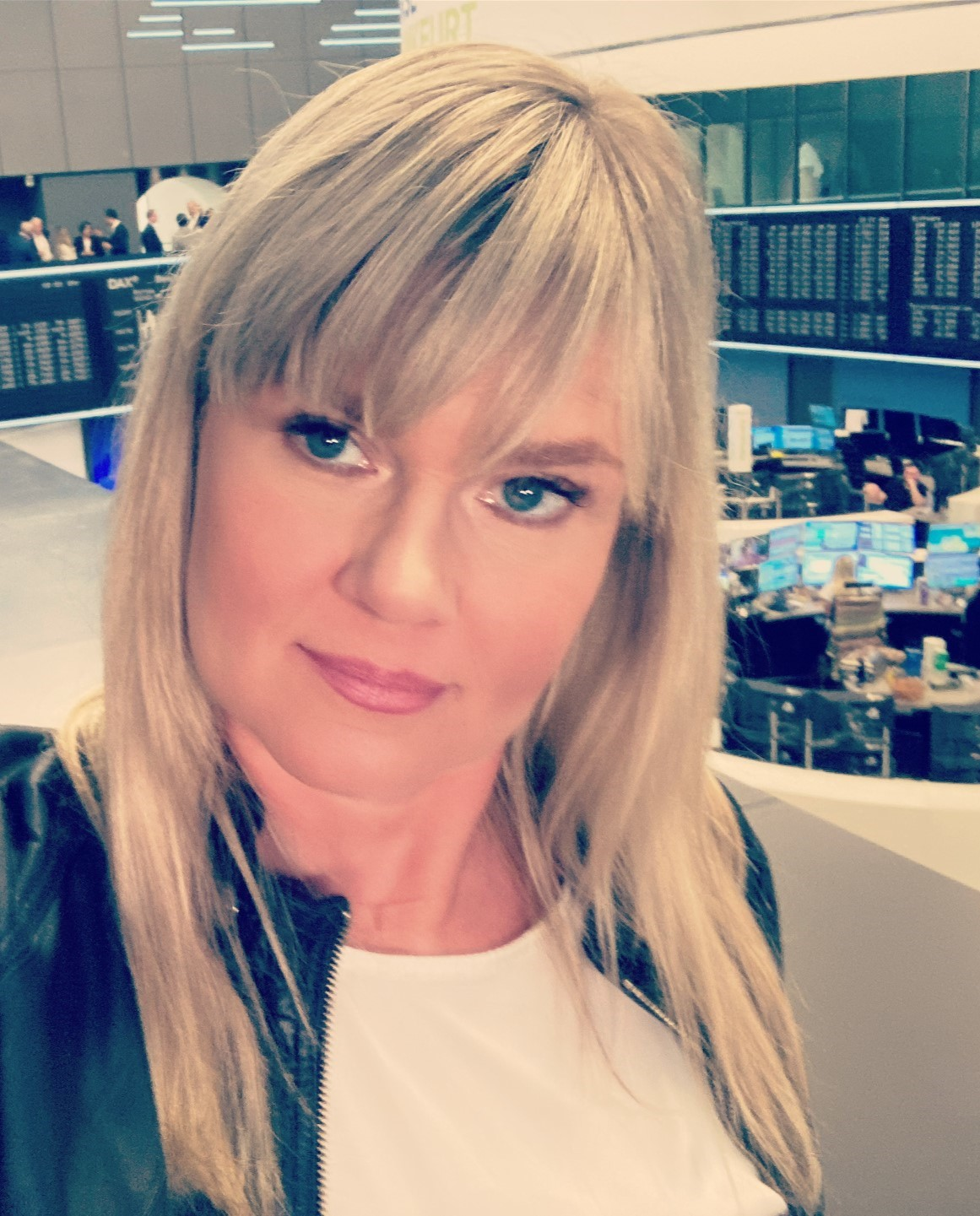
Judith Lindebaum, 2023

Judith Lindebaum (* 6. Februar 1981 in Gronau) ist eine deutsche Journalistin und Fernsehmoderatorin.

## Leben
Lindebaum studierte Kommunikationswissenschaft an der Westfälischen Wilhelms-Universität Münster und der Universidad de Málaga. Seit Januar 2023 moderiert sie für den deutschen Nachrichtensender Welt/N24 die Börsennachrichten von der Börse Frankfurt. Davor moderierte sie das Wirtschaftsmagazin Business Live auf oe24.TV – dem 24h-Nachrichtensender in Österreich.
Für Welt/N24 ist sie zudem seit mehreren Jahren als Österreichkorrespondentin im Einsatz. Vorher war sie u. a. Sportreporterin bei Sat.1 ran sowie ProSiebenSat.1 PULS 4 für die Champions League und Fieldreporterin bei DAZN für die Europa League.